# Dertig Noorse volksliedjes en -dansen voor viool en piano
Dertig Noorse volksliedjes en -dansen voor viool en piano is een compositie van de Noor Johan Halvorsen. Het zijn bewerkingen van volksmelodietjes die Halvorsen vond in zijn geboorteland Noorwegen. De set werd in twee delen opgeleverd. In 1895 kwam de eerste set van 18 stuks (later benoemd als 24), Het jaar daarop volgde een tweede set van 12. Het is niet bekend of de gehele set is uitgevoerd in de jaren na oplevering. Op 9 januari 1896 werd wel een selectie uitgevoerd in Bergen van negen stuks uit de eerste 18. Halvorsen speelde daarbij zelf viool.   
De melodietjes:
1. Halling
2. Brurulaat
3. Guris sang
4. Springdans
5. Dæ æ so fagert i Finneslotte
6. Halling
7. Hölje Dale indtaget i Fjeldet
8. Halling
9. Den siste Laurdags-Kvjaelden
10. Fans-marsch
11. Nöring
12. Springdans
13. Haugadansen
14. Afsked met Hövringen
15. Springdans
16. Den bakvende Visa
17. Stev
18. Halling
19. Han Ole
20. Brurelåt når Brurefaele kjrm inni Galen
21. Stutarlåt
22. Jeg lagde mig så silde
23. Springdans
24. Låten so den vonde tralla i tårne
25. Springdans
26. Dæ æ den störste daarleheit
27. Halling
28. Ifjol gjet e gjietinn
29. Halling
30. Rabnabryllup uti Kraakjalund